# Хрипськ
Хрипськ — село в Україні, у Шацькій селищній територіальній громаді Ковельського району Волинської області. Населення становить 277 осіб.
Орган місцевого самоврядування — Шацька селищна рада.
Неподалік від села розташований пункт пропуску на кордоні з Білоруссю Хрипськ—Дубок.

## Географія
Відстань до центру громади становить близько 32 км і проходить автошляхом Т 0302, відстань до районного центру — 113 км. 
Через село тече річка Копаївка, права притока Західного Бугу.

## Історія
У книзі Олександра Цинкаловського «Стара Волинь і Волинське Полісся» зустрічаємо такі рядки: 
| | \| ХРИПСЬК, село, Володимирський пов., Пульменська вол., 108 км від Володимира. Село Х. висунуте найдалі на північний захід повіту.[1] \| |
| ХРИПСЬК, село, Володимирський пов., Пульменська вол., 108 км від Володимира. Село Х. висунуте найдалі на північний захід повіту. | |

У першій частині 15 тому Географічного словника Королівства Польського, яка з'явилась у 1900 році, даний населений пункт описується так: 
| | \| Хрипськ, село, володимирський повіт, гміна Пульмо, 100 верст від Володимира, 9 будинків, 43 мешканці. Оригінальний текст (пол.) Chrypsk, wś, pow. włodzimjerski, gm. Pulmo, 100 w. od Włodzimierza, 9 dm., 43 mk.[2] \| |
| Хрипськ, село, володимирський повіт, гміна Пульмо, 100 верст від Володимира, 9 будинків, 43 мешканці. Оригінальний текст (пол.) Chrypsk, wś, pow. włodzimjerski, gm. Pulmo, 100 w. od Włodzimierza, 9 dm., 43 mk. | |

12 червня 2020 року, відповідно до розпорядження Кабінету Міністрів України № 708-р «Про визначення адміністративних центрів та затвердження територій територіальних громад Волинської області», увійшло до складу Шацької селищної територіальної громади.
19 липня 2020 року, в результаті адміністративно-територіальної реформи та ліквідації Шацького району, село увійшло до новоутвореного Ковельського району.

## Населення
Згідно з переписом УРСР 1989 року чисельність наявного населення села становила 366 осіб, з яких 173 чоловіки та 193 жінки.
За переписом населення України 2001 року в селі мешкало 277 осіб.

### Мова
Розподіл населення за рідною мовою за даними перепису 2001 року:
| Мова       | Відсоток |
| ---------- | -------- |
| українська | 96,03 %  |
| білоруська | 2,89 %   |
| російська  | 1,08 %   |

## Соціальна інфраструктура
У селі діють:
- будинок культури;
- фельдшерсько-акушерський пункт;
- 2 магазини.

Населений пункт не газифікований, дорога — ґрунтова.